# 이브의 체험
"이브의 체험"(Eve's Experience)은 한국에서 제작된 곽정환 감독의 1985년 멜로/로맨스 영화이다. 하미혜 등이 주연으로 출연하였고 곽정환 등이 제작에 참여하였다.

## 출연

### 주연
- 하미혜
- 임영규
- 마흥식
- 곽은경

### 조연
- 원종철
- 김성찬
- 최화정
- 이인옥
- 이나영
- 독고성
- 신찬일
- 조학자
- 박부양
- 장철

## 기타
- 조명: 김기수
- 녹음: 이재웅
- 동시녹음: 이재웅
- 미술: 원기주
- 소품: 배정업
- 효과: 강대성